# 790
Évszázadok: 7. század – 8. század – 9. század
Évtizedek: 740-es évek – 750-es évek – 760-as évek – 770-es évek – 780-as évek – 790-es évek – 800-as évek – 810-es évek – 820-as évek – 830-as évek – 840-es évek
Évek: 785 – 786 – 787 – 788 –  789 – 790 – 791 – 792 – 793 – 794 – 795

## Események

### Bizánci Birodalom
- Eiréné régens császárné nem hajlandó átadni a hatalmat immár nagykorúvá vált, 19 éves fiának, VI. Kónsztantinosznak. Kónsztantinosz összeesküvést szervez anyja megbuktatására, de terve kitudódik, Eiréné pedig önmagát hirdeti ki egyetlen uralkodónak, a hűségesküket egyedül az ő nevére kell tenni. Armeniakon themában erre fellázad a hadsereg, majd a többi tartomány is követi és Eiréné kénytelen lemondani (a palotában házi őrizetbe kerül), Kónsztantinosz elfoglalhatja a trónt.

### Európa
- Az avar kagán követséget küld Nagy Károly frank királyhoz, hogy újratárgyalják a két állam eddig az Enns folyó mentén húzódó határát. A frank követelések miatt a tárgyalások kudarcba fulladnak.
- Alcuin, Nagy Károly és fiainak tanítómestere, visszatér hazájába, Angliába.
- Nagy Károly udvarában elkészül az Ada-evangélium.
- I. Æthelred száműzött northumbriai király visszatér országába, lemondatja és kolostorba záratja riválisát, II. Osredet és elfoglalja a trónt. Egyik ellenségét, Eardwulf herceget elfogatja és felakasztatja a riponi apátságnál. Eardwulf testét azután a templomba viszik, ahol életre kel és utána külföldre szökik.

## Születések
- Fatima al-Maszúma, síita szent
- Íñigo Arista, Pamplona királya
- Li Ho, kínai költő
- I. Ramiro, asztúriai király